# Andraz Kavas
Andraz Kavas (Ljubljana, 3 de julio de 1992) es un jugador de baloncesto de nacionalidad eslovena. Con una altura de dos metros y ocho centímetros, puede jugar indistintamente en las posiciones de ala-pívot (preferentemente) y pívot. 

## Trayectoria deportiva
Formado en los Harding Bison de la Universidad de Harding (Estados Unidos de América), en la que cumplió su ciclo universitario desde la temporada 2012/13 hasta su graduación en 2015/16, disputando la División II de la NCAA. Debido a una importante lesión de rodilla (ligamento anterior cruzado), únicamente pudo disputar 8 partidos en su última temporada, promediando 20,8 puntos y 6,6 rebotes hasta su lesión. Tras pasar prácticamente un año en blanco regresó a su país natal para disputar un único partido con el equipo Rogaska Crystal en diciembre de 2016. 
En enero de 2017 ficha por el Cáceres Patrimonio de la Humanidad de la Liga LEB Oro española, sustituyendo a Ragnar Nathanaelsson y permaneciendo en el club hasta finalizar la temporada, en la que promedió 4,7 puntos y 2,3 rebotes.
En 2017 se hace oficial su fichaje por Agustinos E.Leclerc para disputar la LEB Plata, completando la temporada 2017/18 con promedios de 12,1 puntos y 4,4 rebotes.
Disputa la temporada 2018/19 en las filas del Betsafe Liepaja de la liga estonia-letona.
En la siguiente temporada jugaría en las filas del JBC MMCITE Brno de la República Checa.
Comenzaría la temporada 2020-21 en las filas del Jonava Jonavos lituano, pero en febrero de 2021 regresa a España para jugar en el Juaristi ISB de Liga LEB Plata, con el que lograría el ascenso a la Liga LEB Oro.
En 2021/22 disputa 7 partidos de Liga EBA con el Fundación Navarra, promediando 18.6 puntos y 6.6 rebotes.